# Кабачков, Иван Максимович
Иван Максимович Кабачков (укр. Іван Максимович Кабачків; 24 сентября (6 октября) 1874, с. Веремиевка, Полтавская губерния, Российская империя (ныне Семёновский район (Полтавская область) Украина) — 2 декабря 1962, Нью-Йорк, США) — политический и государственный деятель, экономист, юрист, педагог, профессор. Действительный член Украинской свободной академии наук в США.

## Биография
Из солдатских детей. Обучался в прогимназии в Черкасах, коллегии Галагана в Киеве, окончил Санкт-Петербургский университет.
С 1898 года на государственной службе. В 1903 году поступил в Государственный контроль Российской империи. С 1906 года — старший ревизор Департамента гражданской отчётности, затем, чиновник особых поручений при государственном контролёре.
Осенью 1917 года переехал в Киев. Назначен директором 4-го департамента Государственного контроля УНР.
В 1919—1926 годах — государственный контролёр в ранге министра в правительствах УНР; с 1926 года — государственный контролёр при Государственном центре УНР.
В ноябре 1920 года эмигрировал в Польшу. В 1923 году выехал в Прагу.
Читал лекции по экономическим и социальным дисциплинам и историю украинского права в Украинском высшем педагогическом институте им. Драгоманова, а после прекращения его деятельности в 1933 году — в Украинском технико-хозяйственном институте. С 1944 года — профессор кафедры политэкономии Украинского свободного университета в Праге.
С 1945 года жил в Германии, в 1949 году эмигрировал в США. Был членом контрольной комиссии Украинского финансового комитета, Союза украинских национальных демократов, профессором Украинского технического института[уточнить] в Нью-Йорке и Украинского свободного университета в Мюнхене.
Автор ряда работ в области государственных финансов и хозяйствования. Подготовленные к публикации рукописи «Державна податкова система в СССР й необхідні її реформи для України в перехідний час» (1943) и «Завдання й значення кооперації при відбудуванні народного господарства України» (1944) утеряны в конце Второй мировой войны.

## Избранные труды
- Політична економія: Підручник. Прага, 1924;
- Структура державного бюджету в Чехословаччині й Україні // 2-й Наук. зб. Високого пед. ін-ту. Прага, 1934;
- Реконструкція податкової системи в СССР — її критика // Пр. Укр. наук. ін-ту. Варшава, 1936;
- Історія економічних і соціальних доктрин: Підручник. Подебради, 1942;
- Майбутня організація Державного Контролю в Україні. Прага, 1944.